# Taeniochromis holotaenia
Taeniochromis holotaenia là một ray-finned fish loài thuộc họ Cichlidae. It is the only member of the chi Taeniochromis.
Nó được tìm thấy ở Malawi, Mozambique, và Tanzania. Môi trường sống tự nhiên của chúng là hồ nước ngọt.